# El Torreón (pico)
El Torreón, o pico del Pinar,es una montaña localizada en la sierra del Pinar, la cual forma parte a su vez del Parque Natural de la Sierra de Grazalema en la provincia de Cádiz (España).
Es el pico más alto de la provincia: visto desde el oeste es destacable su singular prominencia con respecto a los picos cercanos. En días claros se puede divisar desde la bahía de Cádiz o el estrecho de Gibraltar.

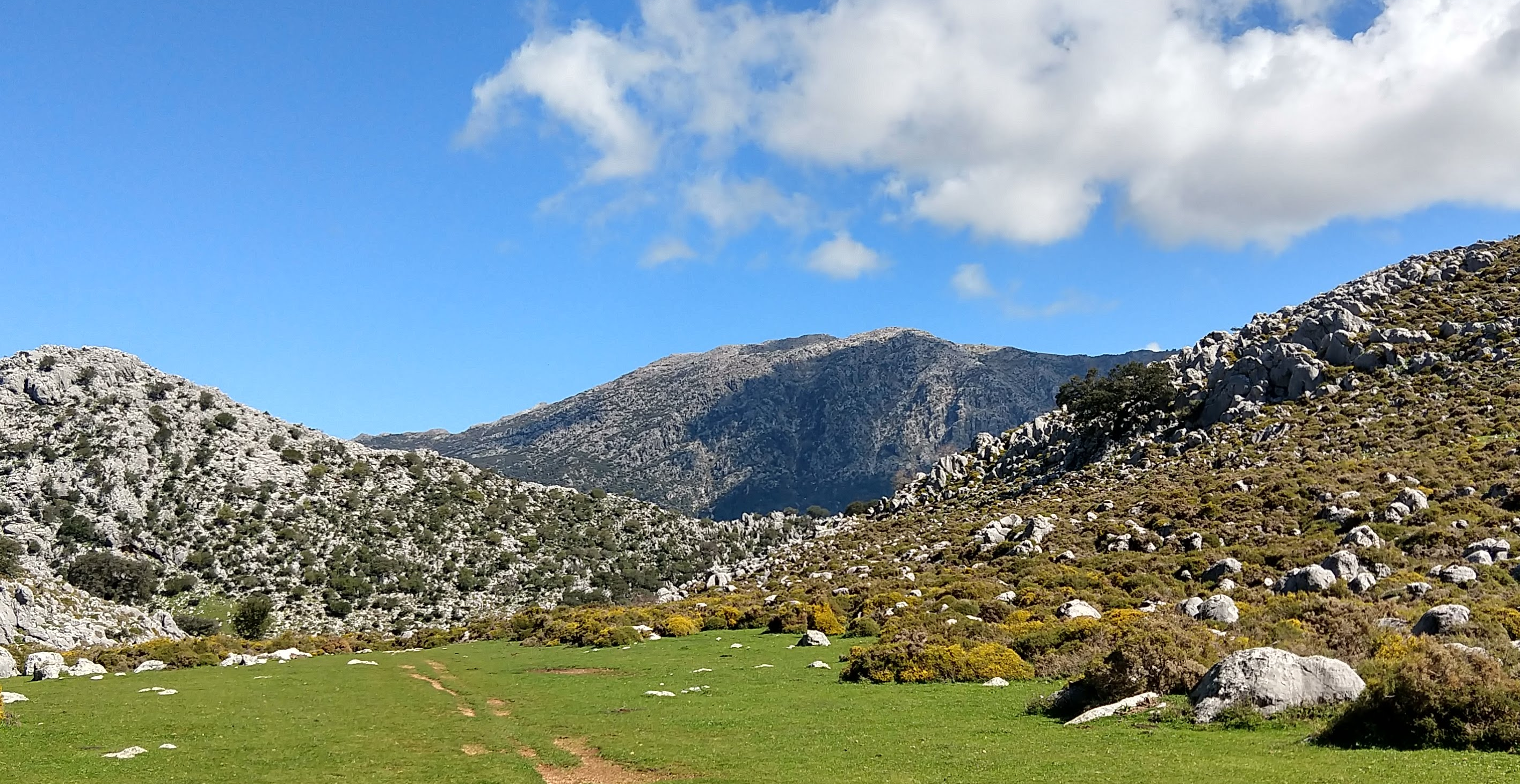
Imagen del macizo de la Sierra del Pinar y de su máxima altitud, el Torreón, desde las inmediaciones del Salto del Cabrero (Benaocaz), abril de 2018.

## Ascenso
Existen varias rutas para alcanzar la cumbre, aunque la más común es la que sigue el sendero oficial balizado.
Debido a que se ubica en la zona de reserva, para realizar el ascenso se requiere autorización previa de la oficina del Parque. Para particulares, esta autorización se gestiona a través del Centro de Visitantes; en la Oficina del Parque Natural para el resto (empresas de turismo activo, clubes, asociaciones etc.). Ambos establecimientos se encuentran en la localidad de El Bosque.
Del 1 de junio al 15 de octubre, debido al riesgo alto de incendio forestal, los senderos de ascenso permanecen cerrados.
- Ruta habitual: El ascenso por el sendero oficial discurre desde la carretera A-372, saliendo desde Benamahoma en dirección a Grazalema. A unos 5 km hay un aparcamiento para vehículos, donde empieza el sendero. Esta vía tiene unos 3 km de distancia y unos 700 m de desnivel positivo acumulado. La orografía del terreno y los desniveles hacen que esta ruta sea considerada como de dificultad 'alta' por los organismos oficiales.[4]
- Ruta desde el pico San Cristobal: Es posible conectar en una misma ruta el Torreón partiendo desde la ruta de ascenso al pico San Cristóbal, atravesando la crestería de la Sierra del Pinar. Esta via tiene unos 9 km de distancia, unos 910 m de desnivel positivo acumulado y unos 1070 m de desnivel negativo acumulado.[7]
- Ruta por la cara norte: Es posible ascender a la cima por la cara norte, subiendo desde la zona del pinsapar. Esta via es muy vertical y está muy expuesta a desprendimientos de rocas. Se asciende generalmente hasta la crestería de la Sierra del Pinar, que da acceso directo por el cordal hasta la cima.[cita requerida]

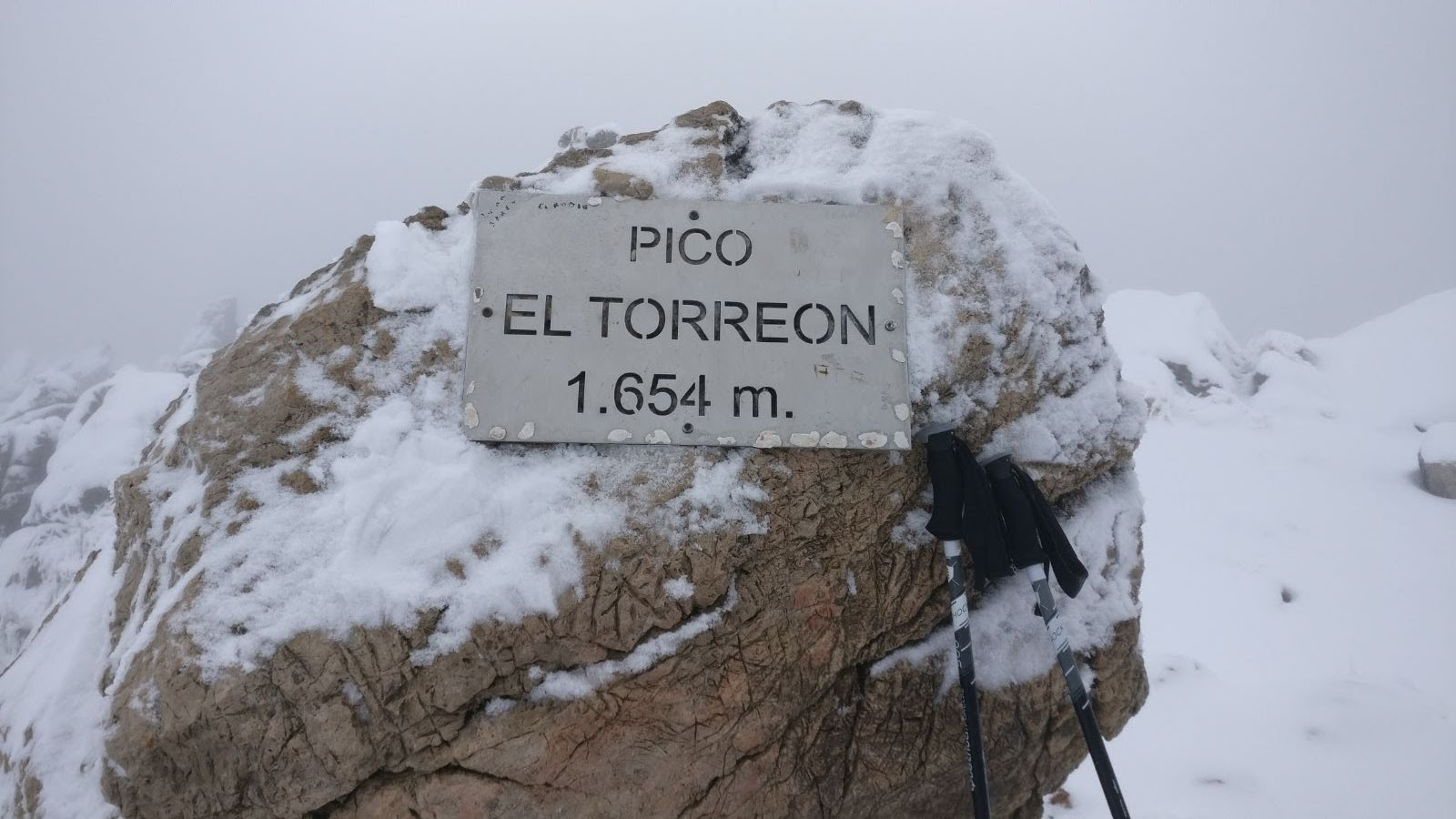
Cima del pico Torreón en una nevada caída en enero de 2018. La altura indicada en la placa no se corresponde con las cartografías actualizadas.

## Paisaje

### Geología
Las rocas sedimentarias que constituyen la sierra del Pinar donde se ubica el Torreón, son de naturaleza carbonatada. Éstas, favorecidas por los factores climáticos y bióticos que se dan en la región, sufren el proceso de karstificación dando lugar a una orografía con formas singulares y especialmente abruptas cuanto más nos acercamos a la cumbre: lapiaces, dolinas y grandes cortados se encuentran en él.

### Fauna
Es común ver por la zona cabras montesas, distintas especies de grandes rapaces, como el águila real o el buitre leonado, y pequeños paseriformes de montaña.

### Vegetación
La vegetación varía con la altura y la orientación: bosque mediterráneo, en las zonas bajas y de solana, formado por encinas, algarrobos, aulagas, torviscos y matagallos entre otras especies. A partir de los 1400 m s. n. m., la vegetación arbórea disminuye reduciéndose a ejemplares de sabinas y enebros achaparrados, apareciendo plantas de forma almohadillada típicas de altas cumbres como los piornos junto a  heléboros o adelfillas. En la zona de umbría, la cara norte,  predomina el pinsapo, un endemismo de la Serranía de Ronda, formando en la sierra donde se ubica el Torreón el pinsapar más extenso y mejor conservado que se conoce.